# Kim Ji-Yeon
Kim Ji-Yeon –en Seúl, 김지연– (Busan, 12 de marzo de 1988) es una deportista surcoreana que compite en esgrima, especialista en la modalidad de sable.
Participó en tres Juegos Olímpicos de Verano entre los años 2012 y 2020, obteniendo dos medallas, oro en Londres 2012 y bronce en Tokio 2020. Ganó cuatro medallas en el Campeonato Mundial de Esgrima en los años 2013 y 2019.

## Palmarés internacional
| Juegos Olímpicos   | Juegos Olímpicos      | Juegos Olímpicos  | Juegos Olímpicos  |
| Año                | Lugar                 | Medalla           | Prueba            |
| ------------------ | --------------------- | ----------------- | ----------------- |
| 2012               | Londres (Reino Unido) | Medalla de oro    | Sable individual  |
| 2020               | Tokio (Japón)         | Medalla de bronce | Sable por equipos |
| Campeonato Mundial |                       |                   |                   |
| Año                | Lugar                 | Medalla           | Prueba            |
| 2013               | Budapest (Hungría)    | Medalla de bronce | Sable individual  |
| 2017               | Leipzig (Alemania)    | Medalla de plata  | Sable por equipos |
| 2018               | Wuxi (China)          | Medalla de bronce | Sable por equipos |
| 2019               | Budapest (Hungría)    | Medalla de bronce | Sable por equipos |